# Стрижало, Владимир Александрович
Владимир Александрович Стрижало (09.10.1940-26.12.2022) — советский и украинский учёный в области механики деформированного твердого тела, динамики и прочности машин, доктор технических наук, профессор, член-корреспондент НАН Украины.

## Биография
Родился 9 октября 1940 г. в Луцке.
Окончил Золочевскую среднюю школу № 3 (1957, с золотой медалью) и Киевский политехнический институт (1962), в 1962—1963 гг. ассистент кафедры сопротивления материалов.
В 1963—1966 гг. аспирант сектора термопрочности Института металлокерамики и спецсплавов (сейчас Институт проблем прочности им. Г. С. Писаренко). После защиты кандидатской диссертации работал там же младшим, старшим, ведущим и главным научным сотрудником. С 1977 г. зав. отделом прочности материалов и элементов конструкций при криогенных температурах, с 1988 г. зам. директора по научной работе.
В 1979 году защитил докторскую диссертацию:
- Циклическая ползучесть и усталость металлов при малоцикловом нагружении в экстремальных температурных условиях : диссертация … доктора технических наук : 01.02.06. — Киев, 1978. — 427 с. : ил.

По совместительству в 1972—1975 гг. доцент, с 1979 г. профессор Киевского политехнического института.
Член-корреспондент НАН Украины. Лауреат Государственной премии УССР 1990 года. Лауреат премии им. Г. С. Писаренко НАНУ 2019 года за серию работ «Разработка экспериментальных методов исследования особенностей деформирования и разрушения конструкционных материалов в экстремальных условиях эксплуатации».
Сочинения:
- Циклическая прочность и ползучесть металлов при малоцикловом нагружении в условиях низких и высоких температур [Текст]. — Киев : Наук. думка, 1978. — 238 с. : ил.; 22 см.
- Системы нагружения машин для испытаний на усталость : препринт / В. А. Стрижало ; Институт проблем прочности АН УССР. — Киев : ИПП, 1985. — 50 с. : ил.; 20 см.
- Развитие техники прочностного макроэксперимента в СССР / В. А. Стрижало; Ин-т пробл. прочности АН УССР. — Препр. — Киев : ИПП, 1988. — 41 с.; 20 см.
- Малоцикловая усталость при низких температурах / В. А. Стрижало, В. И. Скрипченко; АН УССР, Ин-т пробл. прочности. — Киев : Наук. думка, 1987. — 215,[1] с. : ил.; 20 см
- Прочность сплавов криогенной техники при электромагнитных воздействиях / В. А. Стрижало, Л. С. Новогрудский, Е. В. Воробьев; АН УССР, Ин-т пробл. прочности. — Киев : Наук. думка, 1990. — 154,[3] с. : ил.; 22 см; ISBN 5-12-001672-3